# Čech

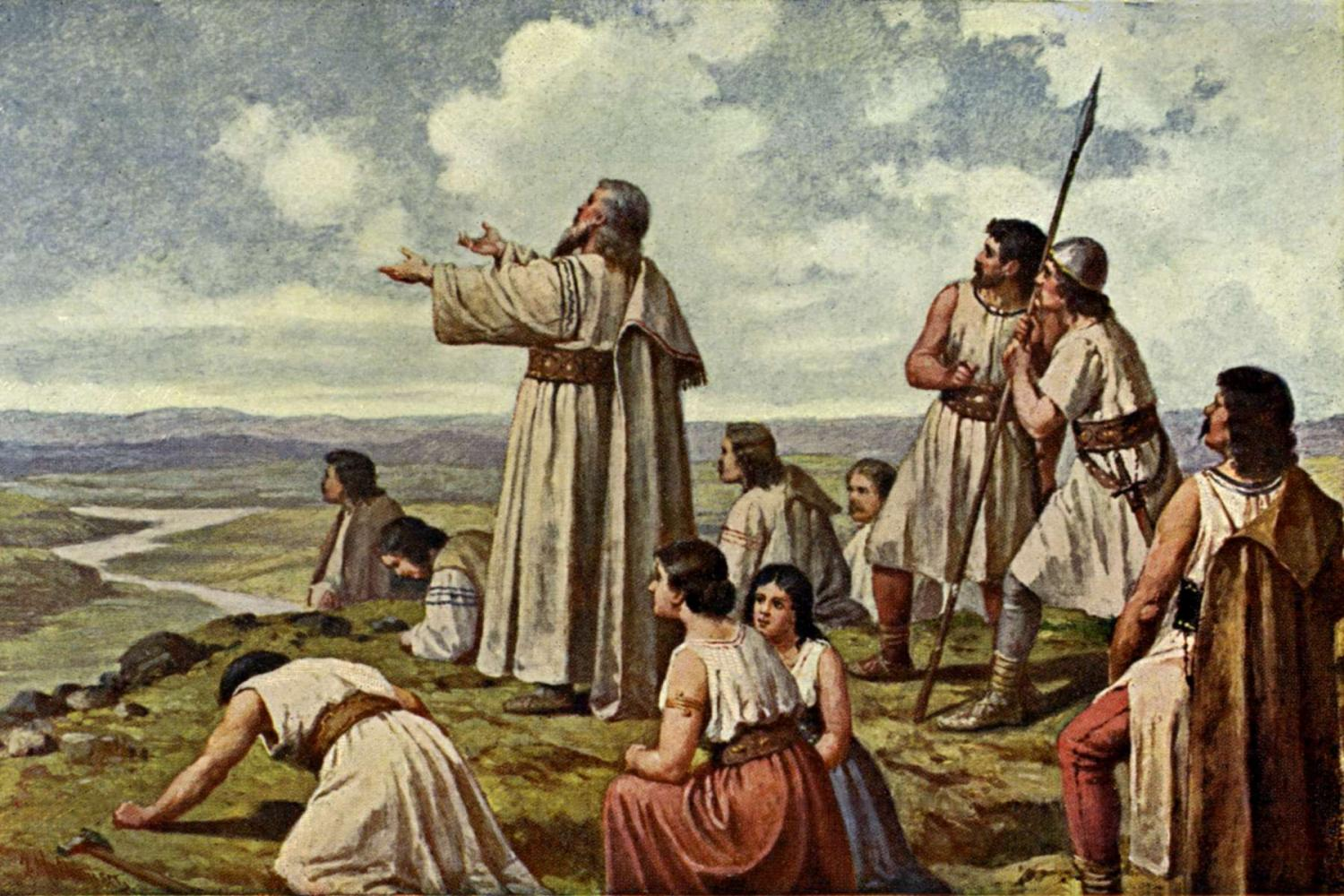
Josef Mathauser: Čech auf dem Berg Říp

Čech [ˈtʃɛx] (lat. Boemus) ist der legendäre Stammvater der Tschechen, welcher nach der Sage von Lech, Čech und Rus sein Volk mit seinen Brüdern Lech und Rus aus dem Gebiet zwischen oberer Weichsel und mittleren Dnepr führte, um neues, fruchtbares Land zu suchen, dies im Jahr 644 vom Berg Říp aus erblickte und daraufhin dort den Staat Čechy gründete.

## Ursprung und Entwicklung der Sage
Die Figur des Čech fand im 12. Jahrhundert durch die Chronica Boemorum des Cosmas von Prag Eingang in die schriftliche Überlieferung. Nach dieser ältesten und knappsten Fassung des Sagenstoffes kam der in der lateinischen Originalfassung Boemus genannte Anführer als Ältester einer Gruppe von Einwanderern unbekannter Herkunft auf der Suche nach neuen Wohnsitzen in das unbewohnte Land rund um den Berg Říp. Das Land war seit der Sintflut menschenleer und überaus geeignet zur Ansiedlung; es ist das Land, in dem in Anspielung an das biblische Gelobte Land Milch und Honig fließen. Aus Dankbarkeit wurde das Land nach ihm Boemia benannt.

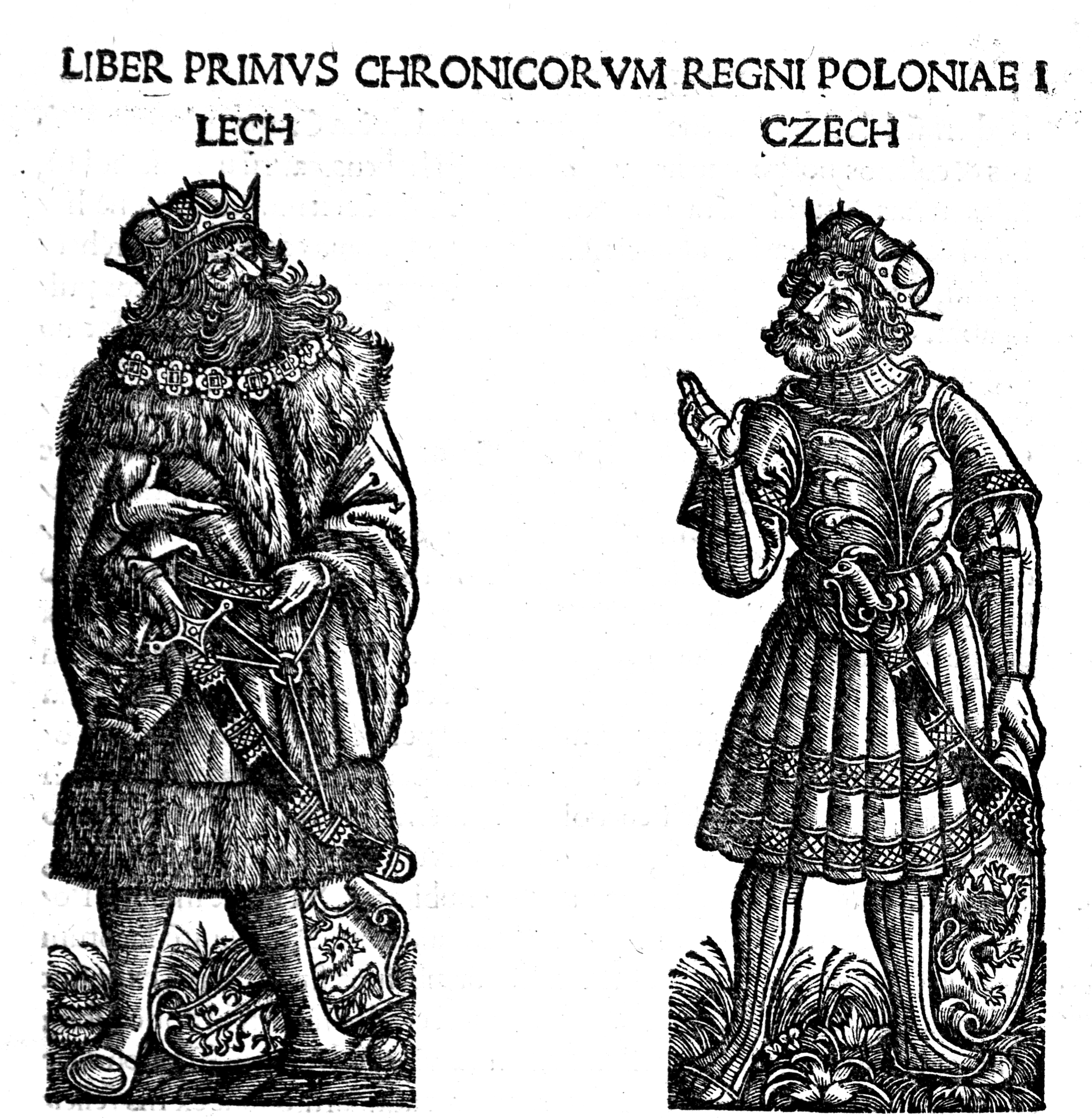
Die sagenhaften Brüder Čech und Lech. Abbildung in der Chronica Polonorum, 1519

In den folgenden Jahrhunderten wurde der Stoff von weiteren Autoren aufgegriffen und ausgestaltet. Die Chronik des Dalimil aus dem 14. Jahrhundert schrieb Čech sechs Brüder zu. Die Erzählung ließ ihn nun aus dem Gebiet der Weiß-Kroaten abstammen und wegen eines Mordes seine ursprüngliche Heimat verlassen. Ebenfalls noch im 14. Jahrhundert bekam Čech bei Přibík Pulkava einen Bruder namens Lech, der aus Böhmen nach Polen weiterzog und sich dort niederließ.
Nach der Kronyka Czeská (Prag 1541) des Václav Hájek z Libočan langte Čech mit seinem Volk im Jahre 644 am Berge Říp an, wo er in einer Rede die Seinen überzeugte, in dem Land zu bleiben, welches euch gelobt ist, voller Wildes und Geflügels, überflüssig mit Honig und Milch, und wie ihr es selber sehet, zur Wohnung sehr angenehm und bequem, die Wasser ohne Mängel und sehr Fischreich. In derselben Volksversammlung wurde das Land nach dem Volksführer genannt: Dieweil du der Czech genennet wirst, so ist es billich, daß es des Czechen Land genennet werde. 649 habe der Herzog Čech unter dem Berge Říp die Wälder niederhauen, und ihme daselbst ein nicht sehr hohes Haus bauen lassen, und demselben den Namen von seinem Sohne, welcher Klen geheissen, Klence gegeben. Die andern aber, und sonderlich die vornehmsten, haben von wegen der Gunst, die sie zu ihrem Fürsten, dem Czecho trugen, bei demselben Hause ihnen auch Häuser und Höfe gebauet. So soll das erste Dorf der Tschechen in Böhmen entstanden sein. 
Nach Václav Hájek z Libočan wurde Čech nach 17 Jahren an der Spitze seines Volkes im heutigen Dorf Ctiněves (Okres Litoměřice) begraben. Nach seinem Tode „sollen die Czechen 9 Jahre ohne Vorsteher oder Herrn, dem die übrigen gehorcht hätten, gelebt haben.“

## Moderne Fassung
Auf der Grundlage der Chronik von Cosmas erzählte der Dichter Alois Jirásek am Ende des 19. Jahrhunderts in seinen Alttschechischen Sagen diese Überlieferung nach, wobei er den Stammvater als Praotec Čech (Urvater Čech) bezeichnete.
Nach dieser modernen Sagenfassung stammt das Geschlecht aus den Ländern hinter der Tatra (slowakischer Teil der Karpaten). Zu dieser Zeit lebten zwischen Weichsel und Dnepr alle Slawen noch in einem Land und sprachen eine Sprache. Zwar waren sie in Sitte und Lebensweise miteinander verwandt, hatten jedoch alle ihre eigene Mundart und bekämpften sich einander wegen des gemeinsamen Landes. Nachdem es immer wieder zu Kriegen zwischen den einzelnen Geschlechtern um Boden und Macht kam, beschlossen die Brüder Čech und Lech, mit ihren Familien und Freunden das Land zu verlassen und im Westen nach neuer Heimat zu suchen. Erst nach der Überquerung der Moldau fanden sie noch nicht besiedelte Gebiete. Dort soll Čech unter einem aus der Gegend herausragenden Berg ein Ruhelager aufgeschlagen haben. Die mit ihm gereisten Herzöge befanden den Boden für ertragreich. Am Morgen bestieg Čech den Berg (der Sage nach handelt es sich um den Říp) und sah weit und breit unbesiedeltes Land. Am dritten Tag berief er dann seine Herzöge, beriet sich mit ihnen, und sie beschlossen zu bleiben. Auf die Frage, wie sie nun das Land benennen sollen, riefen alle „Nach Dir, nach Dir“. Das Land wurde urbar gemacht, Höfe und Festungen wurden erbaut, und die Herzöge achteten auf ein friedliches und gerechtes Leben. Herzog Lech zog dann nach etwa dreißig Jahren nach Norden weiter. Mit 86 Jahren starb Čech und wurde nach einem Totenritual verbrannt. In polnischen Überlieferungen des 14. Jahrhunderts wird Čech auch als jüngerer Bruder mit den beiden anderen mythischen Königsgestalten Lech und Rus in Verbindung gebracht, eine Auffassung, die bald auch in Böhmen übernommen wurde.

## Etymologie
Als Ursprung des Namens Čech  gilt das heutige Wort člověk (dt. Mensch). Das „-ch“ (ausgesprochen als stimmloser velarer Frikativ) ist ein archaisches Suffix, das Menschen bezeichnet. Es wird noch heute gelegentlich benutzt, z. B. „staroch“ für „stařec“ (Greis) oder „brach“ für bratr (Bruder). Aus dem Lateinischen Boemus entwickelte sich die vor allem im deutschsprachigen Raum übliche Bezeichnung Böhmen.